# Arhidieceza de Berlin
Arhidieceza romano-catolică de Berlin (în latină Archidioecesis Berolinensis) este una dintre cele șapte arhiepiscopii mitropolitane ale Bisericii Romano-Catolice din Germania, cu sediul în orașul Berlin. În prezent are două episcopii sufragane: Dieceza de Dresden-Meissen  și Dieceza de Görlitz.

## Istoric
Episcopia a fost fondată în timpul domniei lui Frederic al II-lea al Prusiei (1740-1786). Ea a fost prima episcopie fondată după Reforma Protestantă din Germania. În anul 1930 a fost ridicată la rangul de arhiepiscopie.
Unul din cei mai cunoscuți arhiepiscopi de Berlin a fost cardinalul Julius Döpfner, care s-a confruntat cu împărțirea orașului în sectorul sovietic (Berlinul de Est) și sectorul aliaților occidentali (Berlinul de Vest).